# Atanas Bourov
Atanas Dimitrov Bourov (en bulgare : Атанас Димитров Буров), est un homme politique bulgare de la première moitié du XXe siècle.

## Biographie
Né le 12 février 1875 (31 janvier 1875 selon le calendrier julien), à Gorna Oryahovitsa (à l'époque dans l'Empire ottoman), Atanas Bourov est le deuxième enfant de Dimitar Atanassov Bourov et de son épouse Kinka née Poptodorova. Le frère aîné d'Atanas - Ivan - deviendra un éminent banquier et l'un des premiers archéologues de Bulgarie.
Atanas Bourov a d'abord étudié dans sa ville natale et au lycée de Gabrovo, d'où il a été expulsé à cause d'une grève organisée par les socialistes. Il a passé son baccalauréat en tant qu'étudiant libre et a obtenu de très bonnes notes, ce qui lui a permis de poursuivre ses études dans de prestigieux établissements d'enseignement supérieur à l'étranger. Il a été diplômé en sciences politiques et financières à la Sorbonne à Paris.
Après son retour en Bulgarie, il a supervisé la construction de la ligne ferroviaire Sofia - Kyoustendil, participé à la gestion de plusieurs entreprises dont la société minière "Badechté", la Banque commerciale bulgare, la compagnie d'assurance "Bulgaria". Il a reçu le titre de professeur à l'Université d'économie nationale et mondiale, et pour ses services au développement de l'université, il a ensuite été nommé « Figure honoraire de l'Université libre ».
Atanas Bourov est décédé le 15 mai 1954 à Pazardjik (République populaire de Bulgarie).

## Activité politique
Dès son plus jeune âge, Atanas Bourov s'est impliqué dans les activités du Parti populaire et, à partir de 1899, il a été élu député à plusieurs reprises. Il a été vice-président de l'Assemblée nationale en 1910-1911.
Après la déclaration de la Première guerre balkanique en 1912, il obtint de manière accélérée son diplôme de l'École des officiers de réserve et fut le seul député en activité à s'engager comme volontaire pour le front. Lors de la Bataille de Tchataldja de 1912, le lieutenant Bourov a mené une attaque à la baïonnette et a échappé de peu à la mort lorsqu'une balle turque s'est logée dans son briquet en métal dans sa poche supérieure. Il a reçu ensuite l'Ordre de la Bravoure. En décembre, il a démissionné de l'armée et a repris ses fonctions de député et vice-président de l'Assemblée nationale.
En 1913, il est nommé ministre du Commerce, de l'industrie et du travail dans le gouvernement de Stoyan Danev. Sous le gouvernement Stamboliyski en 1923, Bourov fut accusé par l'Assemblée nationale de trahir la patrie en poursuivant la guerre interalliée.
Après le coup d'État de 1923, Bourov rejoignit la Conspiration démocratique et, avec Andrey Lyaptchev, dirigea son aile modérée. Il fut ministre des Affaires étrangères et des confessions dans les trois gouvernements de Lyaptchev (1926 – 1931).
Pendant la Seconde Guerre mondiale, Atanas Bourov s'oppose à l'alliance avec l'Allemagne et, le 2 septembre 1944, il devint ministre sans portefeuille dans le gouvernement de Konstantin Mouraviev, formé lors d'un ultime effort pour empêcher l'Union des républiques socialistes soviétiques d'attaquer la Bulgarie.
Après le coup d'État du 9 septembre 1944, Bourov a été condamné à un an de prison par le Tribunal populaire. Gracié et libéré à la veille des élections de 1945, il rejoint l'opposition contre le gouvernement du Front de la Patrie. En 1947, il se déclara contre la condamnation à mort de Nikola Petkov. Le 25 octobre, il fut interné à Dryanovo] et, en 1949, fut envoyé au camp de concentration près de Doulovo. En 1950, il fut arrêté et le 13 novembre 1952, condamné à 20 ans de prison, après avoir été reconnu coupable de trois chefs d'accusation. Il purgea sa peine dans les prisons de Choumen et de Pazardjik. La sentence a été annulée par la décision n°172 de la Cour suprême de cassation de Bulgarie en 1996.